# Tüpfelkuskus
Die Tüpfelkuskus (Spilocuscus) sind eine Beutelsäugergattung aus der Familie der Kletterbeutler (Phalangeridae). Von den sechs Arten ist der Eigentliche Tüpfelkuskus (Spilocuscus maculatus) am bekanntesten.
Wie die meisten Kletterbeutler sind Tüpfelkuskus eher schwerfällig gebaute Tiere. Ihr dichtes, wolliges Fell ist weiß gefärbt und mit rötlichgrauen Tupfen versehen. Die kleinen Köpfe haben runde, unauffällige Ohren und große Augen. Tüpfelkuskus erreichen eine Kopfrumpflänge von 34 bis 64 Zentimetern, der Schwanz wird 32 bis 59 Zentimeter lang und ihr Gewicht beträgt 2 bis 7 Kilogramm.
Tüpfelkuskus leben in Regen- und anderen Wäldern auf Neuguinea samt vorgelagerten Inseln sowie auf der Kap-York-Halbinsel Australiens. Sie sind nachtaktive Baumbewohner, die durch bedächtige Bewegungen gekennzeichnet sind. Ihre Nahrung besteht aus Früchten, Blüten und Blättern.
Es werden sechs Arten unterschieden:
- Der Eigentliche Tüpfelkuskus (Spilocuscus maculatus) lebt auf Neuguinea und den südlichen Molukken.
- Der Manus-Tüpfelkuskus (Spilocuscus kraemeri) ist auf den Admiralitätsinseln nördlich von Neuguinea endemisch.
- Der Kap-York-Tüpfelkuskus (Spilocuscus nudicaudatus) lebt nur auf der nordostaustralischen Kap-York-Halbinsel.
- Der Waigeo-Tüpfelkuskus (Spilocuscus papuensis) lebt nur auf der Insel Waigeo vor der Westküste Neuguineas.
- Der Schwarzfleck-Tüpfelkuskus (Spilocuscus rufoniger) ist im nördlichen Neuguinea beheimatet.
- Der Blauaugen-Tüpfelkuskus (Spilocuscus wilsoni) lebt nur auf den Inseln Biak und Supiori in der Cenderawasih-Bucht

Früher wurden die Tüpfelkuskus in die Gattung Phalanger eingeordnet, dies wird jedoch in den meisten Systematiken als veraltet angesehen.

## Belege
1. ↑  Kristofer Helgen & Stephen Jackson: Family Phalangeridae (Cuscuses, Brush-tailed Possums and Scaly-tailed Possum). Seite 494–497 in Don E. Wilson, Russell A. Mittermeier: Handbook of the Mammals of the World – Volume 5. Monotremes and Marsupials. Lynx Editions, 2015, ISBN 978-84-96553-99-6